# Georgi Pirinski (zoon)

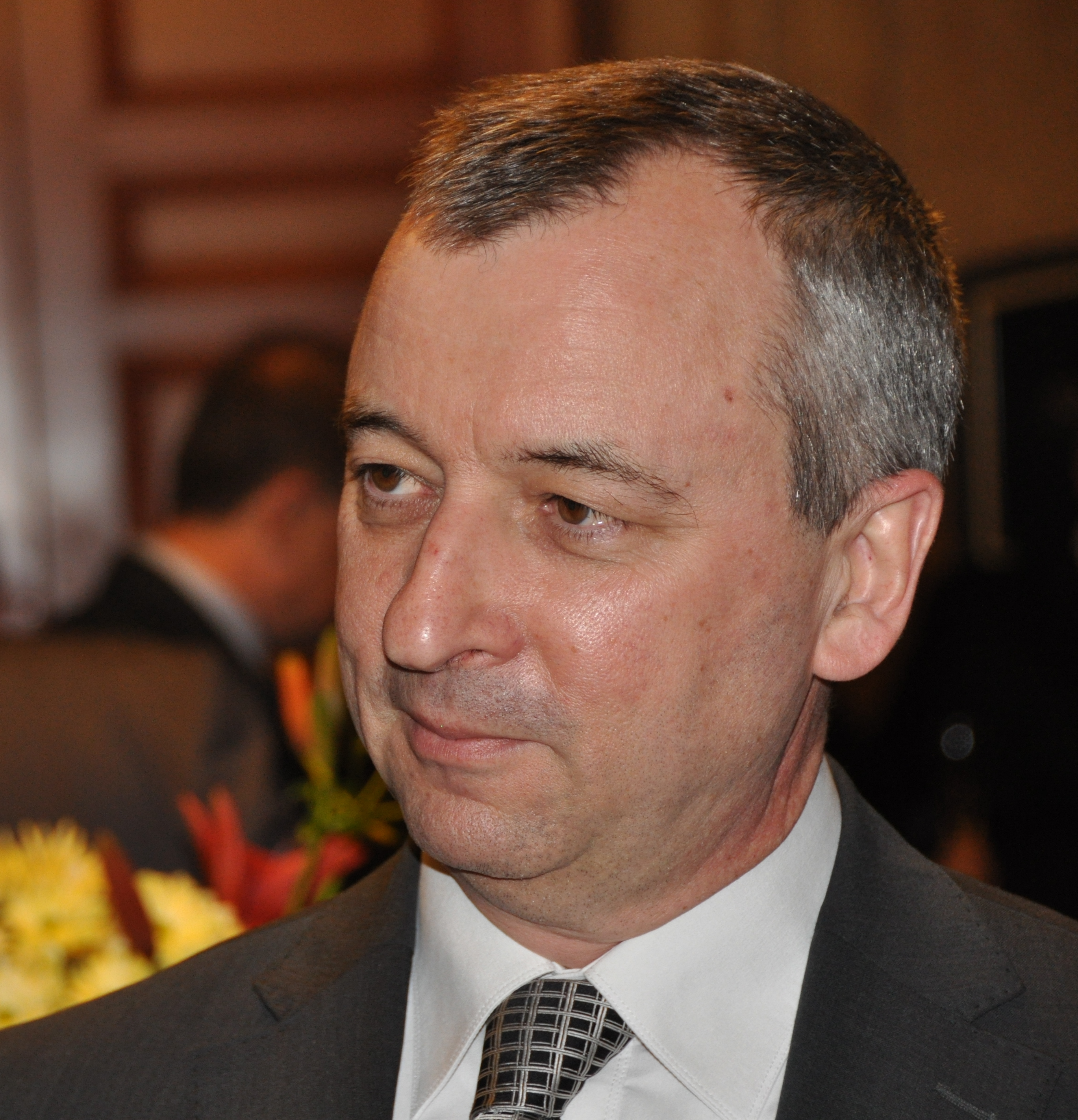
Georgi Pirinski

Georgi Georgiev Pirinski (Bulgaars: Георги Пирински) (New York, 10 september 1948) is een Bulgaars politicus.

## Biografie
Georgi Pirinski is de zoon van Georgi Pirinski sr. (1902-1992), een Macedonische-Bulgaarse communist die in 1923 naar de Verenigde Staten van Amerika was uitgeweken. Pirinski sr., die in 1938 werd veroordeeld tot 10 jaar gevangenisstraf vanwege zijn communistische activiteiten in de VS, werd in 1951 uitgezet en ging met zijn gezin naar Bulgarije.
Georgi Pirinski jr. studeerde aan de Universiteit voor Nationale en Wereldeconomie in Sofia en werd lid van de Bulgaarse Communistische Partij (BKP), sinds 1990 Bulgaarse Socialistische Partij geheten. Op 17 november 1989 werd hij vicepremier in het kabinet van premier Georgi Atanasov en behield die functie onder premier Andrej Loekanov (3 februari 1990 - 7 december 1990). Van 1995 tot 1996 was hij minister van Buitenlandse Zaken in het kabinet van premier Zjan Videnov.
Van 11 juli 2005 tot 25 juni 2009 was Pirinski voorzitter van de Nationale Vergadering.